# Redfieldia
Redfieldia és un gènere de plantes de la subfamília de les cloridòidies, família de les poàcies. És originari del centre dels Estats Units.
El gènere va ser descrit per George S. Vasey i publicat a  Bulletin of the Torrey Botanical Club 14: 133. 1887.

## Etimologia
El nom del gènere va ser atorgat en honor de J.H.Redfield.

## Taxonomia
- Redfieldia flexuosa
- Redfieldia gracilis
- Redfieldia hitchcockii
- Redfieldia redfieldi